# 江春炎
江春炎（？—1943年），中華民國軍人，官至少將。他為中日戰爭期間陣亡的中國軍方高級將領之一。

## 生平
江春炎為中華民國國民革命軍高級將領，中日戰爭期間，隸屬114師，是為該師之少將參謀長，1943年7月4日，他於一場大型戰役中，陣亡於山東鄒縣。